# Тульсинго
Тульсинго (исп. Tulcingo) — муниципалитет на юге Мексики, входит в штат Пуэбла. Население муниципалитета  — 11 025 человек.

## История
23 апреля 1951 года указом верховного правительства штата «Пуэбла» муниципалитет был назван «Тульсинго-де-Валле».
В 1995 году Органическим муниципальным законом штата «Пуэбла» Тульсинго внесен в список одного из 217 муниципалитетов штата.
В 2000 году началось строительство муниципальной многопрофильной больницы. Строительство было завершено в 2001 году и на данный момент ей пользуется около 10200 жителей муниципалитета.
В 2016 году губернатор штата, президент муниципалитета и муниципальные власти открыли кампус университета дистанционного образования «Тульсинго-де-Валле».